# Gyéresi Árpád
Gyéresi Árpád (Marosvásárhely, 1941. július 26. –) gyógyszerész, gyógyszerészeti szakíró.

## Életútja
Középiskolai tanulmányait a marosvásárhelyi Bolyai Farkas Líceumban végezte, a marosvásárhelyi OGYI-ban szerzett oklevelet. 1967-től ennek tanársegédje, adjunktusa, majd egyetemi tanára. Doktori értekezését gyógynövény-kémiai témakörből 1974-ben védte meg.
Szaktanulmányait gyógyszervizsgálati és a növényi hatóanyag-kutatás tárgyköréből magyar, román, német nyelven az Orvosi Szemle, Revista Medicală, Die Pharmazie számaiban és gyűjteményes kötetekben közölte. Módszerét külföldi szaklapok és könyvek is átvették. A gyógynövény-nemesítés területén társszerzője egy új hazai – törzskönyvezésre javasolt – mákfajtának.

## Köteteiből
- Farmacopeea Română IX. kiadásának egyik szerkesztője
- Gyógyszerészeti kémia I. (Kőnyomatos főiskolai jegyzet, Marosvásárhely, 1981)
- Gyógyszerészeti kémia. II.; Orvosi és Gyógyszerészeti Intézet, Marosvásárhely, 1983
- Kelemen Hajnal–Gyéresi Árpád: Szervetlen gyógyszerészeti kémia; EME, Kolozsvár, 2003

## Társasági tagság
- A Bolyai Társaság titkára
- Erdélyi Múzeum-Egyesület Orvos- és Gyógyszerésztudományi Szakosztályának alelnöke